# آخرین بوسه (فیلم ۲۰۰۶)
آخرین بوسه (به انگلیسی: The Last Kiss) یک فیلم عاشقانه و کمدی-درام آمریکایی محصول سال ۲۰۰۶ که بر اساس فیلم ایتالیایی به همین نام محصول سال ۲۰۰۱ به کارگردانی گابریل موچینو ساخته شده‌است. داستان حول محور یک زوج جوان و دوستانشان است که با بزرگسالی و مسائل مربوط به روابط و تعهد دست و پنجه نرم می‌کنند. در این فیلم زک برف، جاسیندا بارت، کیسی افلک و ریچل بیلسون ایفای نقش می‌کنند. فیلمنامه توسط پل هگیس نوشته شده و تونی گلدوین کارگردانی آن را بر عهده داشته‌است.
این فیلم با نقدهای متفاوت تا منفی همراه شد و به دلیل طرح، نگارش و شخصیت‌های توسعه نیافته آن مورد انتقاد قرار گرفت. با این حال، برای بازی‌های بازیگران مورد تحسین قرار گرفت.

## داستان
به نظر می‌رسد مایکل و دوست دختر زنده‌اش، جنا، رابطه عالی دارند. جنا هفته ده باردار است و والدینش به این زوج فشار می‌آورند تا ازدواج کنند، اما جنا ادعا می‌کند که فشارهای کاری مایکل و کار او بر روی پایان‌نامه او، زمان نامناسبی را برای ازدواج ایجاد می‌کند. دلیل واقعی، بدون اینکه کسی بداند، این است که مایکل احساس می‌کند در دام افتاده و می‌ترسد. اگرچه او جنا را یک همراه ایده‌آل می‌داند، اما مایکل در حال فکر کردن است.

## انتشار
آخرین بوسه برای اولین بار در جشنواره بین‌المللی فیلم تورنتو به نمایش درآمد. این فیلم ۱۱٫۶ میلیون دلار در ایالات متحده و کانادا و ۴٫۲ میلیون دلار در بازارهای دیگر (از جمله ۲٫۵۰۸٫۴۱۶ دلار در بریتانیا) برای مجموع فروش جهانی در سالن سینما ۱۵٫۹ میلیون دلار به دست آورد.

## بازخوردها
در راتن تومیتوز از ۱۳۰ منتقد مورد بررسی، نقد مثبتی به فیلم دادند. میانگین امتیاز ۵٫۷ از ۱۰ است. اجماع سایت چنین می‌گوید: «آخرین بوسه را یا به‌عنوان یک بی‌حوصلگی ساختگی می‌بینید یا یک برداشت تازه دربارهٔ جوان‌های ۲۰ ساله در تقاطع بین سبک زندگی بی‌دیده و مسئولیت‌شان. زک برف و بقیه بازیگران جذاب این موضوع را مطرح می‌کنند.» این فیلم همچنین بر اساس ۲۷ نقد منتقد، میانگین امتیاز ۵۷ از ۱۰۰ را در متاکریتیک دریافت کرد.